# Mammillaria pilispina
Mammillaria pilispina ist eine Pflanzenart aus der Gattung Mammillaria in der Familie der Kakteengewächse (Cactaceae). Das Artepitheton pilispina bedeutet ‚mit haarartigen Stacheln‘.

## Beschreibung
Mammillaria pilispina wächst Gruppen bildend. Die halbkugeligen Triebe werden 4 Zentimeter im Durchmesser groß. Die zylindrisch geformten Warzen enthalten keinen Milchsaft. Die Axillen sind mit Wolle und wenigen haarartigen Borsten besetzt. Die 7 Mitteldornen sind abstehend, gerade, dazu mit 6 annähernd zentralen Dornen an der Spitze und der Seiten der Areolen, weiß basal gelb, mit dunkler Spitze und flaumhaarig. Sie sind 6 bis 7 Millimeter lang. Es gibt mehrere sehr feine, flaumenhaarige Randdornen, die haarartig, weiß hinter den übrigen Dornen stehen.
Die cremeweißen  Blüten weisen manchmal einen mehr oder weniger starken rosa Mittelstreifen auf. Sie sind 1,5 bis 2 Zentimeter lang und haben einen eben so großen Durchmesser. Die rötlich bis orangefarbenen Früchte enthalten schwarze Samen.

## Verbreitung, Systematik und Gefährdung
Mammillaria pilispina ist in den mexikanischen Bundesstaaten Coahuila, San Luis Potosí, Tamaulipas und Nuevo León verbreitet.
Die Erstbeschreibung erfolgte 1912 durch Joseph Anton Purpus. Nomenklatorische Synonyme sind Neolloydia pilispina (J.A.Purpus) Britton & Rose (1923), Chilita pilispina (J.A.Purpus) Buxb. (1954), Neomammillaria pilispina (J.A.Purpus) Y.Itô (1981) und Escobariopsis pilispina (J.A.Purpus) Doweld (2000).
Mammillaria pilispina wird in der Roten Liste gefährdeter Arten der IUCN als „Least Concern (LC)“, d. h. als in der Natur nicht gefährdet, eingestuft.

## Nachweise